# ليوبولد وينغر
ليوبولد وينغر (بالألمانية: Leopold Wenger)‏ (و. 1874 – 1953 م) هو مؤرخ قانوني ‏، وبروفيسور، ومؤرخ نمساوي، كان عضوًا في الأكاديمية البروسية للعلوم، والأكاديمية النمساوية للعلوم، والأكاديمية البافارية للعلوم والعلوم الإنسانية، توفي عن عمر يناهز 79 عاماً.

## جوائز
حصل على جوائز منها:
- جائزة مدينة فيينا للعلوم الإنسانية [الإنجليزية]‏ (1947)
- دكتوراه فخرية[5]